# Marcel Gauchet

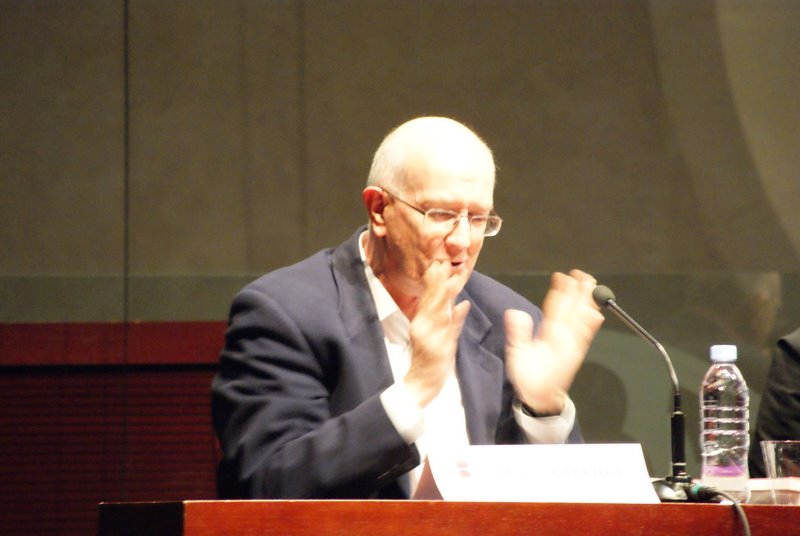

Marcel Gauchet (Poilley, Francia, 1946) es un filósofo francés.
Es profesor en el Centre de recherches politiques Raymond Aron, en la École des Hautes Études en Sciences Sociales (EHESS) en París y director de la publicación Le Débat (Histoire, politique, société).
Gauchet es uno de los intelectuales contemporáneos más prominentes de Francia. Ha escrito ampliamente sobre temas como las consecuencias políticas del individualismo moderno, la relación entre religión y democracia, y los problemas de la globalización.
Sus influencias incluyen al antropólogo Pierre Clastres, el filósofo Maurice Merleau-Ponty, Alexis de Tocqueville y Claude Lefort. Gauchet también ha publicado en el periódico francés de tendencia anti-utilitarista Revue de Mauss.

## Obra
- Étienne de La Boétie, Discours de la servitude volontaire, 1976. With Miguel Abensour and Marcel Gauchet.
- i.s.m. Gladys Swain, La pratique de l’esprit humain. L'institution asilaire et la révolution démocratique , Paris, Gallimard, 1980.
- Le désenchantement du monde. Une histoire politique de la religion, Paris, Gallimard, 1985.
- La Révolution des droits de l'homme, Paris, Gallimard, 1989.
- L'Inconscient cérébral, Paris, Éditions du Seuil, « La Librairie du XXe Siecle », 1992.
- Situations de la démocratie, Marcel Gauchet, Pierre Manent, Pierre Rosanvallon, Seuil, "Hautes Études", Paris, 1993.
- (with Gladys Swain), Dialogue avec l'insensé - À la recherche d'une autre histoire de la folie, Paris, Gallimard, 1994. Bilan intellectuel et social critique de la situation de la psychanalyse et de l'héritage de Lacan depuis les années 70.
- La révolution des pouvoirs : la souveraineté, le peuple et la représentation 1789-1799, Paris, Gallimard, 1995.
- Entretiens avec Marcel Gauchet, M. Gauchet, K. Von Bulow, Kime, "Sens de l'histoire", 1997.
- (with Gladys Swain), Le Vrai Charcot. Les chemins imprévus de l'inconscient, Calmann-Lévy, 1997. L'avant-Freud.
- La religion dans la démocratie. Parcours de la laïcité, Paris, Gallimard, 1998.
- The Disenchantment of the World, by Marcel Gauchet, with a foreword by Charles Taylor, translated by Oscar Burge, 1999, Princeton University Press, ISBN 0-691-02937-7, ISBN 978-0-691-02937-5
- Madness and Democracy by Marcel Gauchet, Gladys Swain, Jerrold Seigel and Catherine Porter, May 1999, Princeton University Press, ISBN 0-691-03372-2, ISBN 978-0-691-03372-3
- La démocratie contre elle-même, Paris, Gallimard, 2002.
- La condition historique, Stock, coll. « Les essais », 2003. With François Azouvi and Sylvain Piron.
- (with M-Claude Blais et Dominique Ottavi, Pour une philosophie politique de l’éducation, Paris, Hachette littératures, « Pluriel », 2003.
- (with Pierre Manent and Alain Finkielkraut), La démocratie de notre temps, Geneve, Editions du Tricorne. (Répliques, France Culture).
- (with Luc Ferry), Le religieux après la religion, Grasset, 2004.
- "Utopia e modernità" (met Robert Redeker) Città Aperta edizioni, 2004
- Un Monde désenchanté ?, Editions de l'Atelier, 2004.
- La condition politique, Paris, Gallimard, 2005.
- Religie na de religie: gesprekken over de toekomst van het religieuze, Luc Ferry, Marcel Gauchet, Kampen: Klement, 2005, ISBN 90-77070-78-8, ISBN 90-289-4076-6
- L'Avènement de la démocratie, t. 1, La Révolution moderne, t. 2 La crise du libéralisme, Paris, Gallimard, 2007.
- (with Marie-Claude Blais and Dominique Ottavi), Les Conditions de l'éducation, Paris, Stock, 2008.
- (with Jean-Claude Quentel, Editors), Histoire du sujet et théorie de la personne. La rencontre Marcel Gauchet - Jean Gagnepain, Rennes, Presses Universitaires de Rennes, 2009. ISBN 978-2-7535-0920-7
- L'Avènement de la démocratie, t. 3, A l'épreuve des totalitarismes, 1914-1974, Paris, Gallimard, 2010.
- Transmitir, aprender, Buenos Aires, UNIPE: Editorial Universitaria, 2018 (con Marie-Claude Blais y Dominique Ottavi) ISBN: 9789873805271
- La droite et la gauche: Histoire et destin Broché, Paris, GALLIMARD, 2021.

## Artículos
- « La logique du politique », Critique, n°329, oktober 1974.
- « Politique et société : la leçon des sauvages », Textures', n°10-11 et n°12-13, 1976.
- «L’expérience totalitaire et la pensée politique », Esprit, n°7-8, juli-augustus 1976
- «La dette du sens et les racines de l'État. Politique de la religion primitive », Libre. Politique - anthropologie – philosophie, Payot, n° 2, deuxième semestre 1977.
- « De l'avènement de l'individu à la découverte de la société », Annales E.S.C., n° 3, mei-juni 1979.
- « Alexis de Tocqueville, l'Amérique et nous », Libre. Politique - anthropologie – philosophie, n°7, maart 1980, pp. 43–120.
- « De l'inexistentialisme », Le Débat, n°1, mei 1980.
- « Les mystères du best-seller ou les fortunes de la vertu », Le Débat, n°2, juni 1980.
- « Les droits de l’homme ne sont pas une politique », Le Débat, n°3, juli-augustus 1980.
- « Benjamin Constant: l'illusion lucide du libéralisme »,préface à Benjamin Constant, Ecrits politiques, collection «Pluriel», Paris, L.G.F., 1980.
- « Des deux corps du roi au pouvoir sans corps. Christianisme et politique I», Le Débat, n° 14, juli-augustus 1981.
- « Des deux corps du roi au pouvoir sans corps. Christianisme et politique II», Le Débat,  n° 15, September-oktober 1981.
- « Fin de la religion ?», Le Débat, n°28, januari 1984.
- « Sur la religion », Le Débat, n°32, November 1984.
- (met Gladys Swain) « Pinel et Esquirol à la Salpêtrière. Nouveaux documents», Perspectives psychiatriques, 1984, II, n°96, 92-99.
- « L'École à l'école d'elle-même. Contraintes et contradictions de l'individualisme démocratique »,'Le Débat,  n°37, November 1985.
- « Comment traiter de la religion? », Esprit, n° 4-5, April-mie 1986, p. 201-212.
- « Servir l'État. Entretien avec Simon Nora », Le Débat,n°40, mei-September 1986.
- «Les Lettres sur l'histoire de France d'Augustin Thierry », dans Pierre Nora (Dir.), Les lieux de mémoire, II.1 La Nation, Pariis, 1986, p.247-316.
- «Constant: le libéralisme entre le droit et l'histoire », dans F. Châtelet, O. Duhamel et E. Pisier (dir.), Dictionnaire des œuvres politiques, Paris, PUF, 1986.
- « Jacques Necker, une lecture politique de la révolution française », in François Furet et Mona Ozouf (dir.), Dictionnaire critique de la Révolution frabçaise, Flammarion, 1988.
- « Changement de paradigme en sciences sociales ? », Le Débat,n°50, mei-augustus 1988.
- « Pacification démocratique, désertion civique », Le Débat,n° 60, mei-augustus 1990.
- « Sous l'amour de la nature, la haine des hommes », Le Débat,n° 60, mei-augustus 1990.
- « Les Mauvaises surprises d'une oubliée : la lutte des classes », Le Débat,n° 60, mei-aug 1990.
- « Pleurer les paysans ? », Le Débat,n° 60, mei-aug 1990.
- «On n'échappe pas à la philosophie de l'histoire. Réponse à Emmanuel Terray », Le Genre humain, n°23, 1991.
- « La droite et la gauche », in Pierre Nora (dir.), Les Lieux de mémoire, III, Les France, 1. Conflits et partages, Gallimard, Paris, 1992, rééd. coll. « Quarto », tome II, 1997,p. 2533-2600.
- « L'intellectuel et l'action politique », Le Banquet,n°1, 1992.
- « Le mal démocratique», Esprit, n°195, octubre de 1993, p. 67-88.
- «L'État au miroir de la raison d'État», in Y.C. Zarka (dir.), Raison et déraison d'État. Théoriciens et théories de la raison d'État aux XVIe et XVIIes, Paris PUF, 1994.
- « La République enlisée », Le Banquet, n°6, janvier 1995. Debat met Philippe Raynaud.
- « Les Élites, le peuple, l'opinion. Entretien avec Alain Minc », Le Débat, n°85, mei-aug 1995.
- « Le Niveau monte, le livre baisse », Le Débat, n°92, nov-dec 1996.
- « Les formes de la recomposition sociale - L'État en crise ?, Débat entre Marcel Gauchet et Jacques Lenoble », in C. Derenne et L. Deutsch, La fragmentation sociale : Enjeux et perspectives, Paris, Economica, pp. 103–121.
- « Essai de Psychologie contemporaine. I. Un nouvel âge de la personnalité », Le Débat, n° 99, mrt-apr 1998.
- « Essai de psychologie contemporaine. II. L'inconscient en redéfinition », Le Débat, n°100, mei-aug 1998.
- « L’élargissement de l’objet historique », Le Débat, n°103, jan-feb 1999.
- « Quand les droits de l’homme deviennent une politique », Le Débat, n° 110, mei-aug 2000
- « Les voies secrètes de la société libérale », Le Débat, n°111, sept-okt 2000.
- « Croyance religieuse et croyance politique », Le Débat, n°115, mei-aug 2001.
- « L'Héritage jacobin et le problème de la représentation », Le Débat, n°116, sep-okt 2001.
- « Les deux sources du processus d’individualisation », Le Débat, n°119, mrt-apr 2002.
- « Les tâches de la philosophie politique »,Revue du MAUSS, n°19, 2002.
- « Après la bataille : la gauche, la droite, les institutions. Un échange avec René Rémond », Le Débat, n°121, sep-okt 2002.
- « Quel laïcité pour quelle modernité? : entretien avec Marcel Gauchet », Lire au collège, n°63, 2002.
- « La transformation hypercontemporaine de l'individualité et l'éducation », in Collectif PAIDEIA, Y a-t-il une éducation après la modernité ?, L’Harmattan, 2002.
- « Visages de l'autre. La trajectoire de la conscience utopique », Le Débat, n°125, mei-aug 2003.
- « La droite, la gauche, un an après » (discussie met René Rémond), Le Débat, n°126,sep-okt 2003.
- « Ce que nous avons perdu avec la religion »,Revue du MAUSS, n°22, 2003.
- « Le politique et la religion. Douze propositions en réponse à Alain Caillé »,Revue du MAUSS, n°22, 2003.
- «  Du religieux, de sa permanence et de la possibilité d’en sortir », Le Débat, n°127, novembre-décembre 2003. Discussion avec Régis Debray.
- « Le problème européen », Le Débat, n° 129, mrt-apr 2004.
- « Un nouveau rapport de force »(discussion avec René Rémond), Le Débat, n°131, sep-okt 2004.
- « Le socialisme en redéfinition », Le Débat, n°131, sep-okt 2004.
- « La redéfinition des âges de la vie », Le Débat, n°132, nov-dec 2004.
- « L'enfant du désir », Le Débat, n°132, nov-dec 2004.
- « Comment l'Europe divise la France. Un échange », ( avec René Rémond), Le Débat, n°136, sep-dec 2005.